# Sabaria innotata
Sabaria innotata är en fjärilsart som beskrevs av W. Warren 1897. Sabaria innotata ingår i släktet Sabaria och familjen mätare. Inga underarter finns listade.